# サイレン・ホイッスル

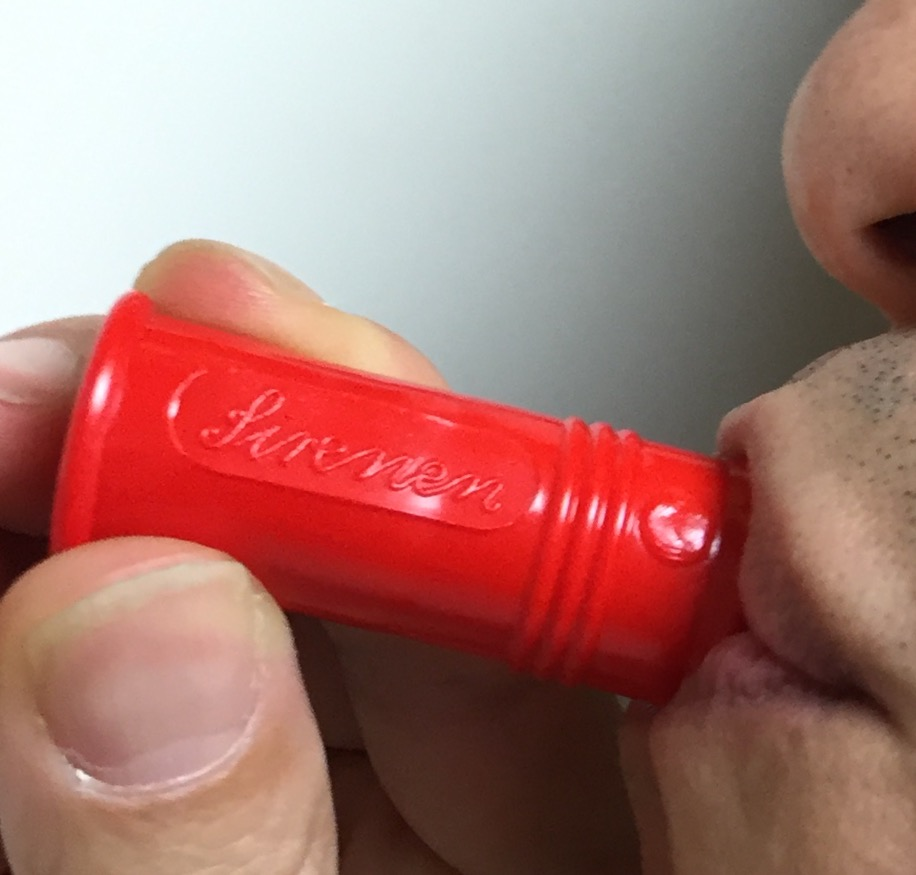
ドイツHeuler社のプラスティック製サイレンホイッスル。「Sirenen」の文字が見える。

サイレン・ホイッスル（英語：siren whistles）は、笛の一種で、打楽器に属する楽器。

## 概要
強く息を吹き込むと内部のファンが回転し、その名の通りサイレンのような音が出る笛である。一般の笛と同じく、息を吹き込む勢いが強いほど音が高くなり、個体にもよるが、最低音と最高音では3オクターブ程度の音域差が生じる。
音は文字で書き表しがたいが、あえていえば高音部について「ファーン」や「ヒューン」「ピュイーン」といったような感じの音であり、カートゥーンにおける逃げ足を示すようなコミカルな音を発生させる。吹く人にもよるが、吹きはじめにかなりの息が必要になる。
低音部においては、実際のサイレンのように「ウゥー」といった音も鳴らすことができるが、構造上小さめの音であり、且つ極端に低い音とはならないため、実際のものとは異なる印象となる。
長さはおよそ5〜9cm程度。重量はおよそ50〜80グラムほど（材質による）。筒状の楽器で、銀などの鉄で出来ていることが多い。発祥はイギリス。

## 用途
楽器としてのサイレン・ホイッスルは、主にオーケストラや吹奏楽などの楽曲の演奏に使われる。
それ以外の用途としては、磯釣り・渓流釣り・山登りなどや 緊急時の合図としても使われる。

## 主なサイレン・ホイッスル製造メーカー
- ACME（アクメ）社
- LUDWIG社
- SUZUKI社

ほか

## サイレン・ホイッスルを使用する楽曲の例

### 吹奏楽曲
- ナイジェル・ヘス：イーストコーストの風景 第3楽章「ニューヨーク」 - 楽譜上はサイレンが指定されているが、演奏においては代用としてサイレン・ホイッスルを用いたケースが複数見受けられ、2019年9月現在で無作為に異なる演奏団体の演奏を確認するとほぼ1:1の割合でサイレン・ホイッスルが用いられている

## その他
- 代用する場合実際のサイレンを使うのが良いと思われる。これは他の楽器ではサイレン・ホイッスルほど実際のサイレンに近い音を出すことは難しいためである。
- 間違われることがたまにあるが、スライドホイッスルとは全くの別物である。
- サイレン・ホイッスルはその構造上、管楽器に分類されるが、管弦楽法上は打楽器として扱われる。詳細はスライドホイッスルを参照のこと。